# Jezero (gmina Vukosavlje)
Jezero (cyr. Језеро) – wieś w Bośni i Hercegowinie, w Republice Serbskiej, w gminie Vukosavlje. W 2013 roku liczyła 291 mieszkańców.